# Papež Leon XIII.
Leon XIII., papež in pesnik, * 2. marec 1810, Carpineto Romano, Lacij, Italija, † 20. julij 1903, Rim.

Bil je drugi papež, ki je kot »vatikanski ujetnik« živel v Vatikanu; vladal je od 1878 do 1903.

## Družina in šolanje
Gioacchino Vincenzo Pecci je bil šesti od sedmih sinov grofa Lodovica Peccija in njegove žene Anne Prosperi Buzi.

Z osmimi leti je odšel na šolanje v jezuitsko šolo v Viterbu, skupaj s starejšim bratom Giuseppejem (1807–1890). Ko je postal papež, je imenoval leta 1879 svojega brata za kardinala. V Viterbu je živel od 1818 do 1824. Potem je odšel na višjo gimnazijo Collegio Romano v Rim. Leta 1832 se je vpisal na Rimsko vseučilišče La Sapienza. Slovel je kot odličen študent ter velik ljubitelj in poznavalec latinskega jezika. Študiral je cerkveno in civilo pravo. Leta 1836 je dosegel doktorat iz teologije in prava. 31. decembra 1837 je bil posvečen v duhovnika.

## Vzpon
Dva meseca pozneje je bil postavljen za apostolskega delegata v Beneventu. Od 1841 je opravljal isto službo v Spoletu, nato v Perugii. Zgodaj je vstopil v kurijo, kjer se je pokazal kot izvrsten upravitelj. Zato ga papež Gregor XVI. leta 1843 imenoval za naslovnega nadškofa Damiate in pošilja za nuncija v Belgijo. Na začetku 1846 ga papež Gregor XVI. imenuje za škofa Perugie z naslovom nadškofa. Novico o imenovanju za škofa je Pecci izvedel med svojim potovanjem po Londonu in Parizu, kjer je spoznal mnoge imenitne osebe tega časa. 

Obogaten z izkušnjami in oborožen z novimi idejami se je vrnil v Rim 26. maja 1846, ko je papež Gregor XVI. že ležal na mrtvaškem odru. Papež Pij IX. ga je leta 1853 imenoval za kardinala z namero, da ga premesti v eno od suburbikarijalnih škofij. Pecci se je zahvalil za to čast in ostal v Perugii. Kot škof si je prizadeval za utrjevanje učenja Tomaža Akvinskega. Leta 1859 je ustanovil v Rimu Akademijo Svetega Tomaža. V avgustu 1877 ga je papež Pij IX imenoval za kamerlenga. Zato se je Pecci moral preseliti v Rim. Šest mesecev pozneje – 7. februarja 1878 se je končal najdaljši pontifikat v zgodovini Katoliške cerkve. Papež Pij IX. je umrl v 86. letu življenja. Preden je umrl, so časopisi pisali, da bi italijanska vojska morala zasesti Vatikan in se vmešati v potek konklava. Rusko-turška vojna in nenadna smrt kralja Viktorja Emanuela II. sta odvrnili pozornost italijanske vlade, zato se je konklave odvijal nemoteno. 20. februarja 1878 je bil po treh krogih volitev s 44 glasovi od možnih 61 za papeža izvoljen kardinal Gioacchino Pecci.

## Pontifikat
Papež Leon XIII. je slovel kot umerjen izobraženec in razumnik širokih pogledov. Od novega 68-letnega papeža, ki je pogosto bolehal, so pričakovali sorazmerno kratek pontifikat. Vendar je trajal več kot 25 let, med katerimi je pokazal občudovanja vredno žilavost in modrost. Papež je imel za najpomembnejšo nalogo približevanje krščanstva sodobnim tokovom, vendar brez odstopanja od temeljnih krščanskih načel.

## Okrožnice
Po doktrinarnem delu spada papež Leona XIII. med največje v zgodovini. Za njegovo razumevanje je potrebno pojasniti, da sta mu bili pri srcu zlasti dve zadevi: enako je zavračal kapitalizem in marksizem. Njegovo dogmatsko delo obsega dvajset okrožnic in mnogo drugih dokumentov. V enciklikah Quod apostolici muneris (Apostolska služba, 1878); Humanum genus (Človeški rod, 1884) in Arcanum illud (Veliko poslanstvo, 1880 – ob tisočletnici delovanja Cirila in Metoda)) je papež razlagal jasna stališča zoper socializem, komunizem, nihilizem in prostozidarstvo ter se zavzema za zvestobo v zakonu kakor tudi za sprejemanje in vzgojo otrok. Zavračal je panslavizem, spodbujal pa povezanost slovanskih narodov s Svetim sedežem.

Papeževa okrožnica Rerum novarum (Nove stvari, 1891) je tudi dandanes pereča in zelo pomembna. V njej papež razvija katoliški socialni nauk: zaščitena naj bo zasebna lastnina, delavske plače pa naj bodo primerne. Sporov se ne sme reševati z revolucijo, ampak z dogovarjanjem. V njej se torej zavzema za delavske pravice in socialno pravičnost, kar mu je prineslo nadimek delavski papež. Na načela te okrožnice so se nasledniki večkrat sklicevali. Papež Pij XI. je ob njeni štiridesetletnici izdal okrožnico Quadragesimo anno, Pavel VI. ob osemdesetletnici socialno okrožnico Octogesima adveniens (Ob osemdesetletnici). Ob devetdesetletnici je ponovno delavski papež Papež Janez Pavel II. napisal svojo izvirno okrožnico Laborem exercens (O človekovem delu), ki je naletela na velik odmev v delavskem svetu; ob stoletnici pa je isti papež napisal novo socialno okrožnico Centesimus annus.

## Dela

### Politika
Papež Leon XIII. je bil spreten politik. Med njegovim papeževanjem so pri Svetem sedežu vlade odpirale vedno več svojih predstavništev. Povečan ugled papeštva je potrdil tudi obisk nemškega cesarja Viljema II. v Vatikanu. Nemški kancler Otto von Bismarck je 1885 prosil papeža, naj posreduje v sporu med Nemčijo in Španijo glede Karolinskih otokov; spor je nastal ob nemški zasedbi otočja 1885. Rampolla je bil tedaj tajnik kongregacije za posebne zadeve, ki je preudarno izvajal Leonovo prizadevanje, da bi Sveti sedež zopet pridobil v svetu ugled po času osamitve med vladavino Pija IX.; pripravil je torej razsodbo, ki jo je papež objavil 22. oktobra 1885: Španiji je priznal lastništvo nad otočjem, Nemčiji pa velike trgovinske ugodnosti.
Papež je od vsega začetka poskušal rešiti tudi težave, ki so pestile Cerkev v Nemčiji. Polagoma mu je uspelo. Sprememba majskih zakonov med 1886 in 1887 je omogočila odpravo vseh protiverskih določb razen tiste, ki se je nanašala na jezuite, ki so se smeli vrniti v Nemčijo šele med Prvo svetovno vojno. 

V Franciji so se težave šele začenjale s prihodom republikancev na oblast 1879, ko je borba za sekularizacijo javnega življenja dosegla vrhunec. Pod geslom ločitve Cerkve od države je bil leta 1901 sprejet Zakon o društvih. Vse redovnike, razen tistih, ki so skrbeli za nego bolnikov, so pregnali iz Francije.

### Misijoni, ekumenizem in diaspora
Papež se je zelo zavzemal za misijone. Osnoval je 248 novih škofijskih sedežev po vsem svetu. Ločene brate – protestante in pravoslavce - je povabil k vrnitvi k rimski Cerkvi. Zagotovil jim je nedotakljivost vzhodnih obredov. Pri delu za zedinjenje je imel precej uspehov. Njegovo vabilo ni ostalo brez odmeva zlasti med Armenci in egiptovskimi kopti . Po prvem koptskem koncilu v Kairu 18. januarja 1896 se je zedinilo z Rimom 15.000 ločenih koptov. V Abesiniji je tovrsten uspeh izostal. 

Z bulo Ex hac augusta (1881) je Leon XIII. vzpostavil v Bosni in Hercegovini redno cerkveno hierarhijo. Utemeljil je Vrhbosansko nadškofijo in metropolijo s sedežem v Sarajevu in s sufraganskima škofijama v Mostarju in Banja Luki. 
Razglasil je bosanskega frančiškana in mučenca Nikolaja Tavelića za blaženega 1889. leta.

### Zanimivosti
Z breve 2. novembra 1888 je papež predpisal uporabo zucchetta (čepica, ki jo nosijo papež, kardinali in škofje). Pogosto jo imenujejo »Soli Deo« (Samo Bogu), ker jo sname samo med dejanjem spremenjenja med mašo. 

Papež Leon XIII. je bil prvi papež, ki ga je posnela filmska kamera in prvi, čigar glas so posneli na gramofon. 
V svojih odnosih z italijansko državo se je papež Leon XIII. strogo držal smernic Pija IX. Tudi on se je imel za ujetnika v Vatikanu, ki ga nikoli ni zapustil. 

Zadnja desetletja pontifikata sta označili njegova telesna oslabelost in bolezen. Kljub temu je bil ena od najbolj priljubljenih osebnosti v Evropi. Po videzu suh, koščat, skoraj mumificirano nagubanega obraza, na katerem so edino sijoče oči kazale znamenja življenja, je papež napravil globok vtis na vse obiskovalce s svojo izredno bistroumnostjo in pronicljivostjo.
Dolžina njegovega pontifikata, ki je sledil najdaljšemu pontifikatu v zgodovini katoliške Cerkve papeža Pija IX. (16. junij 1848 – 7. februar 1878; 31 let in 236 dni) in visoka starost (dopolnjenih 93 let), je sprožila opazko enega tedanjih kardinalov: »Izvolili smo Svetega očeta, a ne Večnega očeta«.

## Papež Leon XIII. in Slovenci
Papež Leon XIII. je v konzistoriju 1899 imenoval za kardinala tudi goriškega nadškofa Jakoba Missio. Cesar Franc Jožef ga je 14. junija 1884 imenoval za ljubljanskega knezoškofa. Decembra 1897 je postal Missia goriški nadškof in ilirski metropolit. Missia se je ravnal po papeških smernicah. Podobno kot Leon XIII. je tudi on menil, da Kristus ne sme biti navzoč samo znotraj cerkve, temveč tudi povsod v javnem življenju. Kot škof, nadškof in kardinal je veliko nevarnost videl v socialističnem brezverskem gibanju. 

V teh in drugih pogledih se je pogosto strinjal z goriškim spiritualom Antonom Mahničem, ki ga je papež Leon XIII. imenoval za krškega škofa leta 1896. Tudi Mahnič je hotel, da bi vera prežela ne le zasebno, ampak tudi javno življenje. V tej luči je podvrgel kritiki svetovno in domače slovstvo, med drugim tudi pesem Simona Gregorčiča Človeka nikar! Na Krku se je med drugim zavzemal tudi za delavce in glagolico, katere uporabo je potrdil ravno papež Leon XIII.
Leon XIII. in Jakob Missia (ko je bil še ljubljanski škof) sta bila omenjena na starem bučenskem zvonu v zanimivem epitafu, ki je omenjal pet pomembnih dogodkov leta 1888, ko je papež slavil zlatomašni jubilej:
Ko zlatomašnika slavil je svet Leona,

ko štir’deset let dičila je krona

Frančiška Jožefa nam je cesara - 

ko škof naš Jakob doživel je petdeset

in v mašništvu že petindvajset let - 

stoletnico obhajala je svojo fara.

V dogodek - teh spomin -

zapel je zvon z višin."
Leonova družba je bilo na priporočilo Leona XIII. v Ljubljani ustanovljeno katoliško znanstveno društvo, ki si je med drugim prizadevalo tudi za ustanovitev slovenske univerze.

## Smrt in pomen
Papež je zbolel za vnetjem rebrne mrene in po dveh tednih agonije umrl 20. julija 1903.
Papeža Leona XIII. po njegovi želji niso pokopali v Baziliki svetega Petra, kakor so pokopali vse papeže za njim, ampak v antični Lateranski baziliki, ki je stolnica papežev kot rimskih škofov. Ta cerkev mu je bila še posebno pri srcu. Naslednji papež, ki je bil pokopan izven Vatikana, je papež Frančišek, ki je umrl na velikonočni ponedeljek 2025.

### Ocena
- Leon XIII. je bil prvi papež, ki je bil rojen v 19. stoletju; bil je pa tudi prvi, ki je umrl v 20. stoletju.
- S starostjo polnih 93 let je bil najstarejši papež v zgodovini. Njegov pontifikat je bil drugi najdaljši (1878–1903), takoj za svojim predhodnikom Pijem IX. (1846–1878).[17]
- Papež Leon XIII. je želel odgovoriti na izzive nove dobe. Pomagal je katoliški Cerkvi iz nemirnih voda devetnajstega stoletja varno zapluti v še bolj nemirne vode dvajsetega stoletja. S svojim pontifikatom je delavski papež vrnil Cerkvi mednarodni ugled in spoštovanje.